# Luka Beograd
Luka Beograd (srp. Лука Београд) je gradska luka u srbijanskom glavnom gradu Beogradu. Nalazi se na Dunavu, 1168 km uzvodno od njegovog ušća odnosno oko kilometar nizvodno od ušća Save. Luka je smještena blizu središta grada i u neposrednoj je blizini Pančevačkog mosta. Luka također upravlja i putničkim terminalom na obližnjoj Savi. Kapaciteti luke su tri milijuna tona robe godišnje i 300.000 m² skladišnog prostora u zatvorenom odnosno 650.000 m² na otvorenom.

## Povijest
Luka Beograd otvorena je 1961. godine. Lučki dio grada ranije je bio uz glavnu železničku stanicu i Karađorđevu ulicu. U novije vrijeme javili su se planovi za premještanje luke dalje od grada odnosno na drugu stranu Dunava, dok bi postojeće zemljište luke bilo prenamijenjeno za novu stambeno-poslovnu izgradnju. Jedan dio luke bit će preoblikovan i za buduću Marinu Dorćol.

## Poveznice
- Beograd
- Dunav
- Promet Srbije

## Vanjske poveznice
- (srp.)(engl.) Službene stranice Luke Beograd

Sestrinski projekti
|  | Zajednički poslužitelj ima još gradiva o temi Luka Beograd |